# Sông Laranjeiras (Santa Catarina)
```
Sông Laranjeiras
 (
tiếng Bồ Đào Nha
: 
Rio Laranjeiras
) là một con sông của bang 
Santa Catarina
 ở phía đông nam 
Brazil
. Nó là một nhánh bên trái của sông Hipólito, mà lần lượt là một nhánh bên phải của sông 
Braço do Norte
.
```

Dòng sông dâng lên trong Công viên Quốc gia São Joaquim. Vùng thượng lưu của sông Laranjeiras được nuôi dưỡng bởi các dòng chảy từ Công viên bang Serra Furada 1.330 hécta (3.300 mẫu Anh), được tạo ra vào năm 1980.